# Helmut Münch (Politiker, 1933)
Helmut Münch (* 3. August 1933 in Neuthard; † 20. Juli 2017 in Mannheim) war ein deutscher Jurist und Politiker (SPD).

## Leben und Beruf
Helmut Münch studierte von 1954 bis 1957 Rechtswissenschaften an der Universität Heidelberg, bestand 1957 und 1962 seine juristischen Staatsexamina und wurde dort 1961 mit der Arbeit Die Selbstbegünstigung zum Dr. jur. utr. promoviert. Ab 1962 war er im Justizdienst tätig, Richter an einem Amtsgericht und ab 1965 als Landgerichtsrat. 1970 wurde er Landgerichtsdirektor am Landgerichts Mannheim. Münch arbeitete zudem als Rechtsanwalt. Ab 1983 war er Leiter des Notariats und Grundbuchamtes in Mannheim. Er war verheiratet und hatte vier Kinder. Seine Tochter Martina Münch wurde Ärztin und Politikerin.

## Politik
Im Jahr 1972 wurde Münch in den Landtag von Baden-Württemberg gewählt, dem er bis 1992 insgesamt fünf Legislaturperioden angehörte. Er war katholisch, vertrat den Wahlkreis Mannheim II und war stellvertretender Vorsitzender der SPD-Landtagsfraktion und Vorsitzender des Umweltausschusses. Nach seinem Ausscheiden aus dem Landtag wurde er von Ministerpräsident Erwin Teufel 1994 mit der Verdienstmedaille des Landes Baden-Württemberg ausgezeichnet.